# ECHO (遊佐未森のアルバム)
『ECHO』（エコー）は、遊佐未森の11枚目のオリジナルアルバム。1998年2月11日に東芝EMI から発売された（TOCT-10191）。
デビュー当時から在籍したエピックソニーを離れ、東芝EMIへ移籍後の初のアルバムとなる。
2013年に遊佐がデビュー25周年を迎えることを記念し、同年7月24日に東芝EMI時代の7枚のアルバムをユニバーサルミュージックのレーベル「EMI Records」からSHM-CD化され再発売。その際に本アルバムも再発売された（TOCT-95181）。

## 概要
前作のオリジナルアルバム『roka』から1年後に発売された。レコーディングは、イギリスのスコットランド、エディンバラ近郊のイースト・ロージアンにある町ハーディントン（英語: Haddington, East Lothian）で行われた。
レコーディングに使われたスタジオは Millennium Recording Studiosで、このスタジオはマリリオンのボーカリストだったフィッシュが所有する自宅兼スタジオ。なお、ブックレットのthanks欄に記載のあるTamara Dickはフィッシュの当時の妻。
プロデュースと録音、ミキシングをカラム・マルコム（英語: Calum Malcolm）が務めた。コ・プロデュースは遊佐未森と、ソニー・ミュージックエンタテインメントからソイツァーミュージックに異動した福岡知彦が引き続き担当した。
「タペストリー（remix）」のみ日本人による演奏で、その他の曲はすべて遊佐以外は外国人による演奏である。ナイトノイズ (Nightnoise) のトリーナ・ニ・ゴーナル（英語: Tríona_Ní_Dhomhnaill）が曲を提供し、またその曲の演奏にも参加した。
遊佐自身が多くの曲を作詞・作曲している。編曲者はCDの歌詞カードには記載されていない。エピックソニーでのデビュー時から遊佐の音楽の世界観形成に深く関わってきた、外間隆史と工藤順子は本アルバムには参加していない。
先行シングルとして『タペストリー』が1997年10月16日に、『レモンの木』が1998年1月16日にそれぞれ発売された。

## 収録曲
1. バースデイ（作詞：杉林恭雄　作曲：杉林恭雄）
2. ミラクル（作詞：遊佐未森　作曲：小河星志）
3. レモンの木（作詞：遊佐未森　作曲：遊佐未森・古賀森男）
4. ラララ（作詞：遊佐未森　作曲：遊佐未森）
5. 水の中（作詞：遊佐未森　作曲：遊佐未森）
シングル『レモンの木』カップリング曲。
6. エコー（作詞：遊佐未森　作曲：遊佐未森）
7. オーロラ（作詞：遊佐未森　作曲：遊佐未森）
8. The Road to Nowhere（作詞・作曲：トリーナ・ニ・ゴーナル）
9. ミント（作詞：遊佐未森　作曲：遊佐未森）
10. タペストリー（remix）（作詞：遊佐未森　作曲：小河星志）
11. エデン（作詞：遊佐未森　作曲：遊佐未森）

## 参加ミュージシャン
- ジェームス・マッキントッシュ（英語: Shooglenifty）（Ds, Perc）
- イーワン・ヴァーナル（英語: Ewen Vernal）（B）
- ジョン・ゴールディー（G）
- トミー・スミス (サックス奏者)（英語: Tommy Smith）（Sax）
- ナイジェル・トーマス(Perc）
- マイケル・マクゴールドリック（英語: Michael McGoldrick）（Whistle, Uilleann Pipe）
- ウイリアム・ジャクソン（英語: William Jackson）(Harp)
- ステュワート・モリソン（Fiddle）
- トリーナ・ニ・ゴーナル（英語: Tríona Ní Dhomhnaill）（P, Whistle）
- トニー・マクマヌス（英語: Tony McManus）（G）
- ジミー・マクメネミー（Bouzouki）
- カラム・マルコム（英語: Calum Malcolm）（Key, Programming）
- 冨田恵一(Key, G, Programming)
- 渡辺等(B)
- 古賀森男
- 鈴木達也(Ds)
- 梯郁夫(Perc)